# Mangelia pontica
Mangelia pontica is een slakkensoort uit de familie van de Mangeliidae. De wetenschappelijke naam van de soort is voor het eerst geldig gepubliceerd in 1908 door Milaschewitsch.